# Baskets Hannover
O Baskets Hannover, também conhecido como MTB Baskets Hannover é um clube de basquetebol baseado em Hanôver, Alemanha que atualmente disputa a Liga Regional Norte, correspondente à quarta divisão do país. Mantem acordo de cooperação com o Sport Club Langenhagen e Manda seus jogos no SCL Arena.

## Histórico de Temporadas
| Temporada | Nível | Liga           | Pos. | Resultado        |
| --------- | ----- | -------------- | ---- | ---------------- |
| 2014–15   | 6     | Oberliga       |      | Promovido        |
| 2015–16   | 5     | 2.Regionalliga | 6º   |                  |
| 2016–17   | 5     | 2.Regionalliga | 8º   |                  |
| 2017-18   | 5     | 2.Regionalliga | 1º   | Promovidocampeão |
| 2018-19   | 4     | Regionalliga   | 12º  |                  |

fonte:eurobasket

## Títulos

### 2.Regionalliga Norte-Oeste
- Campeão (1): 2017-18